# John James Cowperthwaite
Sir John James Cowperthwaite (ur. 25 kwietnia 1916, zm. 21 stycznia 2006 w Dundee) – brytyjski działacz państwowy, wysoki urzędnik administracji Hongkongu.
Uczęszczał do Merchiston Castle School w Edynburgu, studiował następnie nauki ekonomiczne na St Andrews University i University of Cambridge. W 1941 podjął pracę w administracji kolonialnej w Hongkongu, przed 1945 pewien czas spędził również w Sierra Leone. Po powrocie do Hongkongu zajmował się problematyką gospodarczą, w latach 1961–1971 pełnił funkcję sekretarza ds. finansów (gubernatorami Hongkongu byli w tym okresie Robert Brown Black i David Trench). Jako zwolennik wolnego handlu przyczynił się do rozwoju gospodarczego Hongkongu. W 1971 został doradcą banku inwestycyjnego Jardine Fleming w Hongkongu. Powrócił do Wielkiej Brytanii w 1981.
Za wieloletnią pracę w administracji państwowej został odznaczony m.in. Orderem Imperium Brytyjskiego (1960) i Orderem Św. Michała i Św. Jerzego (1964), a w 1968 otrzymał tytuł szlachecki „Sir”. Od 1941 był żonaty (z Sheilą Thomson), miał jednego syna (zmarłego za życia ojca).